# هید پارک (یوتا)
هید پارک (به انگلیسی: Hyde Park) شهری در ایالت یوتا کشور ایالات متحده آمریکا است که جمعیت آن در سرشماری سال ۲۰۱۰ میلادی، ۳٬۸۳۳ نفر بوده‌است.